# Scott & Bailey/Episodenliste
Diese Episodenliste enthält alle Episoden der britischen Krimiserie Scott & Bailey, sortiert nach der britischen Erstausstrahlung. Die Fernsehserie umfasst fünf Staffeln mit 33 Episoden.

## Staffel 1
| Nr. (ges.) | Nr. (St.) | Deutscher Titel      | Originaltitel                 | Erstausstrahlung UK | Deutschsprachige Erstausstrahlung (ZDFneo) | Regie              | Drehbuch         |
| ---------- | --------- | -------------------- | ----------------------------- | ------------------- | ------------------------------------------ | ------------------ | ---------------- |
| 1          | 1         | Tödliche Dreisamkeit | Congratulations               | 29. Mai 2011        | 3. Sep. 2012                               | Sarah Pia Anderson | Sally Wainwright |
| 2          | 2         | Schweigen ist Mord   | Surprise                      | 5. Juni 2011        | 3. Sep. 2012                               | Sarah Pia Anderson | Sally Wainwright |
| 3          | 3         | Angeklagt            | Personal                      | 12. Juni 2011       | 10. Sep. 2012                              | Syd Macartney      | Sally Wainwright |
| 4          | 4         | Mord im Spiegel      | Execution                     | 19. Juni 2011       | 10. Sep. 2012                              | Syd Macartney      | Sally Wainwright |
| 5          | 5         | Verraten             | Faultlines                    | 26. Juni 2011       | 17. Sep. 2012                              | Ben Caron          | Sally Wainwright |
| 6          | 6         | Tödliche Liebe       | Vendetta (Three Months Later) | 3. Juli 2011        | 17. Sep. 2012                              | Ben Caron          | Sally Wainwright |

## Staffel 2
| Nr. (ges.) | Nr. (St.) | Deutscher Titel    | Originaltitel     | Erstausstrahlung UK | Deutschsprachige Erstausstrahlung (ZDFneo) | Regie           | Drehbuch                           |
| ---------- | --------- | ------------------ | ----------------- | ------------------- | ------------------------------------------ | --------------- | ---------------------------------- |
| 7          | 1         | Falsche Spuren     | Loyalty (Part 1)  | 12. März 2012       | 4. März 2013                               | China Moo-Young | Sally Wainwright                   |
| 8          | 2         | Stumme Zeugen      | Secrets (Part 2)  | 19. März 2012       | 4. März 2013                               | China Moo-Young | Sally Wainwright                   |
| 9          | 3         | Trittbrettfahrer   | Pipe Dreams       | 26. März 2012       | 11. März 2013                              | China Moo-Young | Sally Wainwright                   |
| 10         | 4         | Am Abgrund         | Sacred Trust      | 2. Apr. 2012        | 11. März 2013                              | Paul Walker     | Sally Wainwright und Nicole Taylor |
| 11         | 5         | Tödliches Tagebuch | Graves            | 9. Apr. 2012        | 18. März 2013                              | Paul Walker     | Sally Wainwright                   |
| 12         | 6         | SMS an eine Tote   | Mould             | 16. Apr. 2012       | 18. März 2013                              | Paul Walker     | Sally Wainwright                   |
| 13         | 7         | Familienbande      | Sidelines         | 23. Apr. 2012       | 25. März 2013                              | Morag Fullarton | Amelia Bullmore                    |
| 14         | 8         | Rache              | Divided Loyalties | 30. Apr. 2012       | 25. März 2013                              | Morag Fullarton | Sally Wainwright                   |

## Staffel 3
| Nr. (ges.) | Nr. (St.) | Deutscher Titel        | Originaltitel                         | Erstausstrahlung UK | Deutschsprachige Erstausstrahlung (ZDFneo) | Regie           | Drehbuch         |
| ---------- | --------- | ---------------------- | ------------------------------------- | ------------------- | ------------------------------------------ | --------------- | ---------------- |
| 15         | 1         | Falscher Verdacht      | Vulnerable (1)                        | 3. Apr. 2013        | 26. Aug. 2014                              | Morag Fullarton | Sally Wainwright |
| 16         | 2         | Willkommen im Club     | Things We Do For Love (12 Months Ago) | 10. Apr. 2013       | 2. Sep. 2014                               | Morag Fullarton | Sally Wainwright |
| 17         | 3         | Wer ist Suzie?         | Thin Ice (12 Months Ago)              | 17. Apr. 2013       | 9. Sep. 2014                               | Morag Fullarton | Sally Wainwright |
| 18         | 4         | Haus des Schreckens    | Cradle (2)                            | 24. Apr. 2013       | 16. Sep. 2014                              | Juliet May      | Sally Wainwright |
| 19         | 5         | Verhindertes Begräbnis | Witness (3)                           | 1. Mai 2013         | 23. Sep. 2014                              | Juliet May      | Sally Wainwright |
| 20         | 6         | Tödliche Beleidigung   | Undermined                            | 8. Mai 2013         | 30. Sep. 2014                              | Juliet May      | Amelia Bullmore  |
| 21         | 7         | Entlarvt               | Wrong Place, Wrong Time               | 22. Mai 2013        | 7. Okt. 2014                               | Morag Fullarton | Amelia Bullmore  |
| 22         | 8         | Böse Überraschung      | Futures                               | 23. Mai 2013        | 14. Okt. 2014                              | Morag Fullarton | Sally Wainwright |

## Staffel 4
| Nr. (ges.) | Nr. (St.) | Deutscher Titel   | Originaltitel         | Erstausstrahlung UK | Deutschsprachige Erstausstrahlung (ZDFneo) | Regie          | Drehbuch        |
| ---------- | --------- | ----------------- | --------------------- | ------------------- | ------------------------------------------ | -------------- | --------------- |
| 23         | 1         | Später Fund       | Superficial           | 10. Sep. 2014       | 2. März 2016                               | Simon Delaney  | Amelia Bullmore |
| 24         | 2         | Bruderzwist       | Tough Love            | 17. Sep. 2014       | 9. März 2016                               | Simon Delaney  | Amelia Bullmore |
| 25         | 3         | Neue Liebe        | Damaged               | 24. Sep. 2014       | 16. März 2016                              | Simon Delaney  | Lee Warburton   |
| 26         | 4         | Falsche Nummer    | A Matter of Rank      | 1. Okt. 2014        | 23. März 2016                              | Noreen Kershaw | Emily Ballou    |
| 27         | 5         | Geheime Beziehung | Neglect               | 8. Okt. 2014        | 30. März 2016                              | Noreen Kershaw | Lee Warburton   |
| 28         | 6         | Mord im Rausch    | Professional Divide   | 15. Okt. 2014       | 6. Apr. 2016                               | Noreen Kershaw | Emily Ballou    |
| 29         | 7         | Fataler Fehler    | Fatal Error (Part 1)  | 22. Okt. 2014       | 13. Apr. 2016                              | Neasa Hardiman | Amelia Bullmore |
| 30         | 8         | Neue Hoffnung     | Lost Loyalty (Part 2) | 29. Okt. 2014       | 20. Apr. 2016                              | Neasa Hardiman | Amelia Bullmore |

## Staffel 5
| Nr. (ges.) | Nr. (St.) | Deutscher Titel   | Originaltitel | Erstausstrahlung UK | Deutschsprachige Erstausstrahlung (ZDFneo) | Regie          | Drehbuch      |
| ---------- | --------- | ----------------- | ------------- | ------------------- | ------------------------------------------ | -------------- | ------------- |
| 31         | 1         | Mord im Darknet   | Home Fires    | 13. Apr. 2016       | 6. Apr. 2017                               | Alex Kalymnios | Lee Warburton |
| 32         | 2         | Verfluchte Bilder | Nobody’s Fool | 20. Apr. 2016       | 6. Apr. 2017                               | Alex Kalymnios | Lee Warburton |
| 33         | 3         | Ein Opfer zu viel | Change        | 27. Apr. 2016       | 13. Apr. 2017                              | Alex Kalymnios | Lee Warburton |